# Cnemaspis alantika
Cnemaspis alantika är en ödleart som beskrevs av  Bauer, Chirio INEICH och LEBRETON 2006. Cnemaspis alantika ingår i släktet Cnemaspis och familjen geckoödlor. Inga underarter finns listade i Catalogue of Life.